# Болтън (езеро)
Болтън (на английски: Bolton) e езеро във водосборния басейн на река Мус, окръг Тимискаминг, провинция Онтарио, Канада. Езерото е около 640 метра дълго и 380 метра широко. Надморската му височина е 357 метра. Намира се на 30 километра югозападно от град Матачеуан.
Основният приток е безимен поток от езерото Уиндинг, а основният отток е също безимен поток към езерото Лойд, който се влива в река Граси, а оттам в река Матагами и впоследствие в река Мус.